# Bieszczadzki Bank Spółdzielczy w Ustrzykach Dolnych
Bieszczadzki Bank Spółdzielczy w Ustrzykach Dolnych – bank spółdzielczy z siedzibą w Ustrzykach Dolnych, powiecie bieszczadzkim, województwie podkarpackim, w Polsce. Bank zrzeszony jest w Grupie Banku Polskiej Spółdzielczości S.A..

## Historia
W 1910 powstała Kasa Spółdzielcza w Ustrzykach Dolnych. Zaprzestała ona działalności podczas okupacji w 1941. Po II wojnie światowej nie została ona wznowiona przez przyłączenie miasta do Związku Sowieckiego. Sowieci znacjonalizowali budynek kasy. Kasa Spółdzielcza w Ustrzykach Dolnych wznowiła działalność w 1951, po powrocie Ustrzyk Dolnych do Polski. W późniejszym okresie zmieniono nazwę na obecną.

## Władze
W skład zarządu banku wchodzą:
- prezes zarządu
- wiceprezes ds. ekonomicznych
- wiceprezes ds. kredytów, oszczędności i marketingu

Czynności nadzoru banku sprawuje 9-osobowa rada nadzorcza.

## Placówki
- centrala w Ustrzykach Dolnych, ul. Bełska 12
- punkty obsługi kasowej:
  - Czarna Górna
  - Lutowiska
  - Ustrzyki Dolne